# Árpádbrug

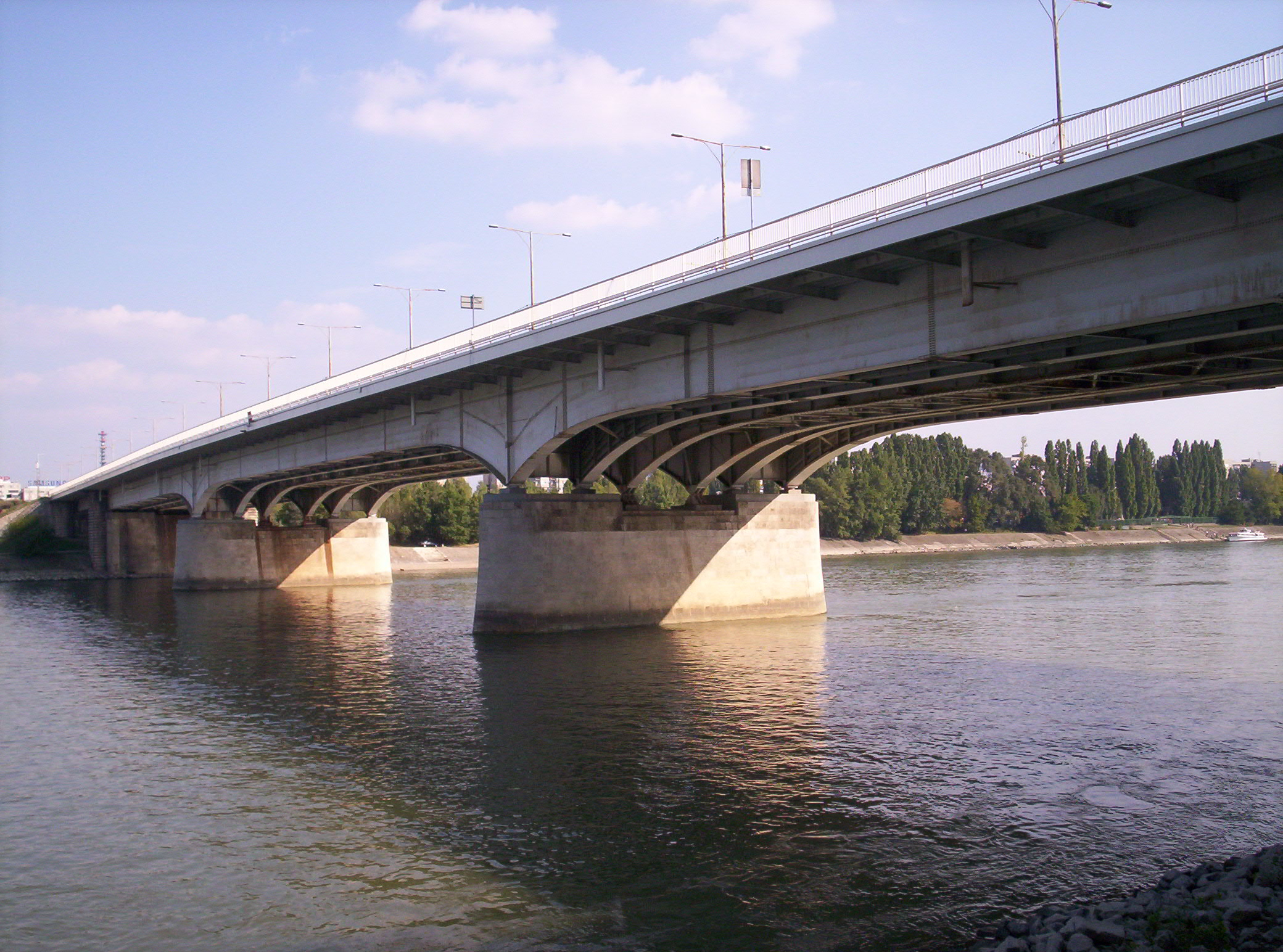
De Árpádbrug

De Árpádbrug (Hongaars: Árpád híd) is de tweede brug die stroomafwaarts ligt als men in Boedapest de Donau afvaart. Ze is de langste van de negen Donaubruggen in de stad en is 2 kilometer lang, inclusief de op- en afritten. De brug werd in 1950 in gebruik genomen en verbindt de twee noordelijk gelegen stadsdelen Óbuda (= Oude-Buda) en Újpest (= Nieuw-Pest). De brug heeft een vertakking naar het noordelijke punt van het Margaretha-eiland en steunt iets westelijker ook op het Óbuda-eiland, waar zich het 9 mei-park bevindt. 
De brug sluit op de rechteroever aan op het knooppunt van het Flórián tér en daarmee op de uitvalswegen Vörösvári út en Szentendrei út en op de Pacsirtamező utca, die stadinwaarts loopt. Op de andere oever loopt de Árpádbrug naar de brede Róbert Károly körút. Deze laan staat op brugpijlers en komt pas in de Váci út uit op de begane grond.
De voorbereidingen van de bouw van de brug dateren van ruim voor de Tweede Wereldoorlog. In 1940 werd besloten dat de brug de naam van het middeleeuwse stamhoofd Árpád zou krijgen. Niettemin werd de brug in 1950 onder de naam Stalinbrug (Sztálin-híd) geopend. Op 30 oktober 1956, ten tijde van de Hongaarse Opstand, kreeg de brug alsnog de naam Árpádbrug.

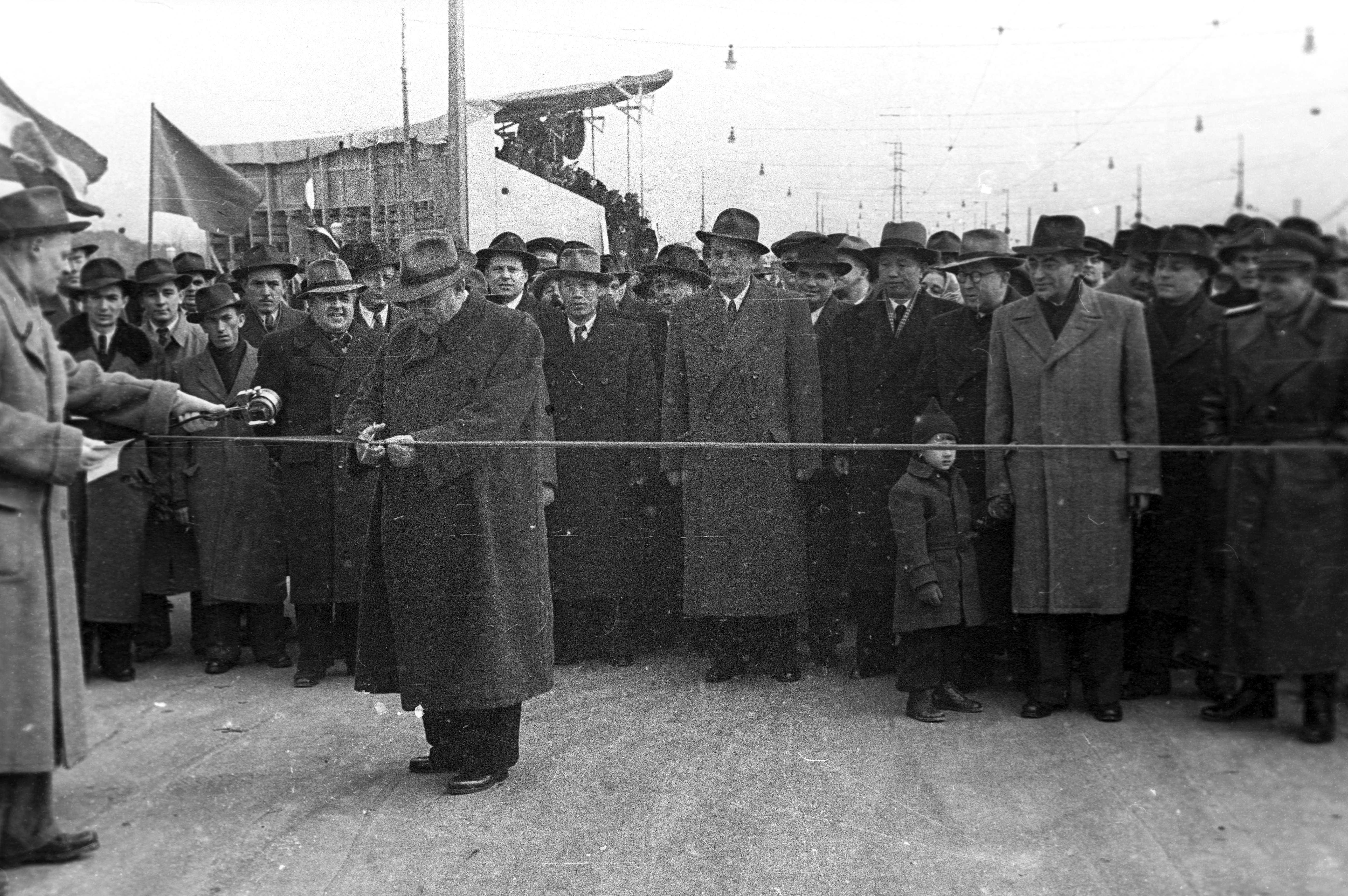
De opening van de "Stalinbrug" op 7 november 1950